# Udo Mechels

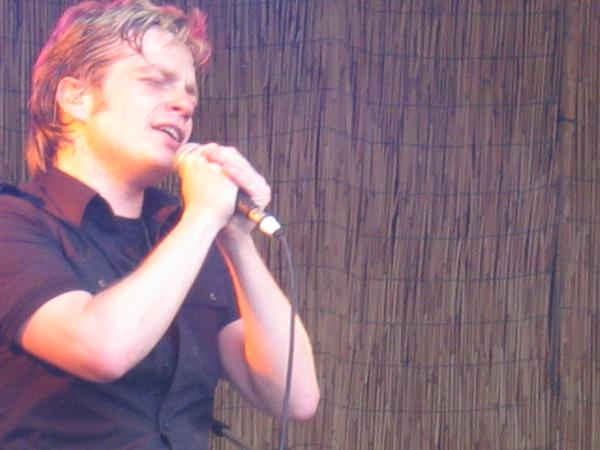
Udo Mechels (2007)

Udo Mechels (* 10. Mai 1976 in Brüssel), bekannt auch nur als Udo, ist ein flämischer Sänger. Er ist der Gewinner von X-Factor 2005 (Belgien).

## Karriere
Im Jahre 2003 nahm Udo an der ersten Ausgabe von Idol teil, verlor aber im Halbfinale gegen Chris D. Morton und Tom Olaerts, die das Finale erreichten. 2005 versuchte er sich in X-Factor. Das bedeutete sein Durchbruch. Er gewann das Programm auf überzeugende Weise im Dezember 2005. Seitdem brachte er seine erste CD U-Turn heraus und erzielte seinen ersten großen Erfolg mit Isn’t it time.
Während des Programms „Tien om te Zien“ (4. Juli 2007) empfing er seine erste Goldene Schallplatte. (über 20.000 verkaufte Exemplare von U-Turn). Danach folgten die Singles Winter in July, Back Against the Wall und Eyes of a Stranger. Im Jahre 2006 erhielt er auch ein TMF-Award als „Bester Neuling“ und die Radio 2-Trophäe für den „Durchbruch des Jahres“.
Die erste “Udo Live!” fand statt am 28. März 2007 im Saal 'Zuiderkroon’ in Antwerpen. Die Gruppe besteht aus David Demeyere (Schlagzeug), Chris Van Nauw (Gitarre), Jan Samyn (Klavier), Roberto Mercurio (Bassgitarre), Marva Nielsen und Dany Caen (Begleitsängerinnen). Am 30. März 2007 gewann Udo das Gesangsprogramm „Zo Is er Maar Een“. Er errang den Sieg mit Ik mis je zo, einer Neuaufnahme von Will Tura’s Hit. Nach der Ausgabe, empfing Udo seine zweite Goldene Schallplatte für Ik mis je zo.

## Diskografie

### Studioalben
| Jahr | Titel                     | Höchstplatzierung, Gesamtwochen, AuszeichnungChartsChartplatzierungen (Jahr, Titel, Platzierungen, Wochen, Auszeichnungen, Anmerkungen) | Anmerkungen                              |
| Jahr | Titel                     | BEF | Anmerkungen                              |
| ---- | ------------------------- | --- | ---------------------------------------- |
| 2006 | U-Turn                    | BEF1 Gold · (19 Wo.)BEF | Erstveröffentlichung: 5. Juni 2006       |
| 2008 | Good Things Coming        | BEF12 (19 Wo.)BEF | Erstveröffentlichung: 24. März 2008      |
| 2010 | Barrières                 | BEF4 (9 Wo.)BEF | Erstveröffentlichung: 27. September 2010 |
| 2017 | Over prinsen, over draken | BEF8 (19 Wo.)BEF | Erstveröffentlichung: 27. Januar 2017    |
| 2018 | Kerst                     | BEF19 (6 Wo.)BEF | Erstveröffentlichung: 23. November 2018  |

### Singles
| Jahr | Titel Album                                    | Höchstplatzierung, Gesamtwochen, AuszeichnungChartsChartplatzierungen (Jahr, Titel, Album, Platzierungen, Wochen, Auszeichnungen, Anmerkungen) | Anmerkungen                             |
| Jahr | Titel Album                                    | BEF | Anmerkungen                             |
| ---- | ---------------------------------------------- | --- | --------------------------------------- |
| 2005 | Isn’t It Time U-Turn                           | BEF1 (17 Wo.)BEF | Erstveröffentlichung: 26. Dezember 2005 |
| 2006 | Winter In July U-Turn                          | BEF31 (11 Wo.)BEF |                                         |
| 2007 | Ik mis je zo –                                 | BEF3 Gold · (22 Wo.)BEF |                                         |
| 2008 | You Got a Good Thing Comin’ Good Things Coming | BEF38 (4 Wo.)BEF | Erstveröffentlichung: 10. März 2008     |
| 2008 | Man, I Feel Like a Woman Good Things Coming    | BEF29 (8 Wo.)BEF | Erstveröffentlichung: 27. Oktober 2008  |
| 2010 | Voorbij Barrières                              | BEF34 (4 Wo.)BEF | Erstveröffentlichung: 28. Juni 2010     |

Weitere Singles
- Back Against the Wall
- 2006: Eyes of a Stranger
- 2008: Beautiful
- 2010: Teruggaan in de tijd
- 2010: Verloren hart, verloren droom
- 2015: Zielsveel van jou